# Uspenivka, Mala Vîska
Uspenivka (în ucraineană Успенівка) este un sat în comuna Novovoznesenka din raionul Mala Vîska, regiunea Kirovohrad, Ucraina.

## Demografie
Componența lingvistică a localității Uspenivka
     Ucraineană (97,92%)
     Rusă (2,08%)
Conform recensământului din 2001, majoritatea populației localității Uspenivka era vorbitoare de ucraineană (97,92%), existând în minoritate și vorbitori de rusă (2,08%).